# 454-й козачий полк кавалерії
454-й козачий полк кавалерії (рос. 454-й казачий кавалерийский полк) — військовий підрозділ колаборантів Вермахту періоду Другої світової війни, що складався з козаків.

## Історія
У Ставрополі весною 1942 сформували з добровольців 1-й та 2-й козачі кінні дивізіони чисельністю близько 700 осіб кожен. Їх підпорядкували 454-й дивізії охорони генерала Гельмута Коха і використовували для боротьби з партизанами. На початку 1943 дивізіони перекинули на фронт в районі ріки Міус. Ескадрони об'єднали у 454-й козачий полк кавалерії, який у свою чергу поділили на чотири ескадрони. Полк брав участь в наступальній операції «Блау», де зазнав втрат. 8-25 квітня 1943 до нього тимчасово ввели II/444 Козачий кавалерійський дивізіон, як IV/454 козачий кінний ескадрон. Після відступу був направлений для переформатування до Млави, звідки восени 1943 переправили до Франції для боротьби з Рухом Опору і охорони Атлантичного валу. У листопаді-грудні 1944 полк діяв в Ельзасі у підпорядкуванні 19-ї армії Вермахту. Біля Понтарльє полк був оточений підрозділами вільної Франції, бійцями Руху Опору та переважно знищений. Незначній частині полку вдалось вирватись з оточення і їх долучили до 360-го козачого гренадерського полку майора фон Рентельна. Два ескадрони, що не потрапили в оточення, долучили до Добровольчої кадрової дивізії генерала Вільгельма фон Геннінга. з них сформували Східний кінний дивізіон II/454 (нім. Ost Reiter Abteilung II/454) та Східний кінний дивізіон III/454 (нім. Ost Reiter Abteilung III/454).